# Preben Arentoft
Preben "Benny" Arentoft (født 1. november 1942 i København) er en tidligere landsholdsspiller i fodbold.

## Karriere

### Klub
I sin aktive karriere spillede Arentoft bl.a. for Brønshøj Boldklub, Greenock Morton F.C., Newcastle United, Blackburn Rovers og Helsingborgs IF samt spillede få kampe for Helsingør IF. Han kom til Newcastle på et tidspunkt, hvor udlændinge var ret sjældent set i den engelske liga.
Preben Arentoft blev den første dansker, der vandt en europæisk cupturnering, da han var med på det Newcastle-hold, der vandt Inter-Cities Fairs Cup finalen 1969 (senere kendt som UEFA-cuppen) over ungarske Újpest Dózsa; han scorede et af målene i udekampen i sejren på 3-2 og Newcastle vandt samlet 6-2.

### Landshold
Preben Arentoft nåede at spille ni A-landskampe, fire i 1965 og fem i 1971 uden at score. Han deltog i den første landskamp, hvor Danmark stillede med professionelle spillere (Preben Arentoft repræsenterede Newcastle). Det var den 12. maj 1971, da holdet tabte 0-5 til Portugal.

### Træner
I slutningen af sin aktive karriere var Arentoft spillende træner for sin første seniorklub, Brønshøj. Derpå fulgte trænerjobs i Helsingør IF, Stenløse Boldklub, Gladsaxe-Hero Boldklub, Friheden i Hvidovre samt Hillerød (HGI), inden han sluttede som ungdomstræner i Brøndby IF.